# Sabre (contre-torpilleur)
Pour les articles homonymes, voir Sabre (homonymie).
Le Sabre est un contre-torpilleur d’escadre de classe Arquebuse, construit pour la marine française dans la première décennie du XXe siècle. Achevé en 1904, le navire est initialement affecté à la Division navale d'Extrême-Orient. Il rentre en France en 1907 et est réaffecté à l’Escadre du Nord. Quatre ans plus tard, le Sabre fait partie d’une unité de défense locale (Défense mobile) en Bretagne.
Lorsque la Première Guerre mondiale éclate, en août 1914, le navire est l’un des chefs d’une flottille de sous-marins, mais il est transféré en 1915 à l’Escadre de la Méditerranée. Il a été affecté à une escadre de patrouille en 1918 et a été vendu à la ferraille en 1921.

## Conception
La classe Arquebuse a été conçue comme une version plus rapide de la classe Durandal. Les navires avaient une longueur de 56,58 mètres, une largeur de 6,3 mètres et un tirant d'eaude 3,2 mètres. Ils avaient un déplacement de 307 tonnes à charge normale et 357 tonnes à pleine charge. Les deux moteurs à vapeur verticaux à triple expansion entraînaient chacun un arbre d'hélice à l’aide de la vapeur fournie par deux chaudières du Temple-Guyot ou Normand. Les moteurs ont été conçus pour produire 6300 chevaux (4700 kW) pour une vitesse nominale de 28 nœuds (52 km/h). Tous les navires ont dépassé leur vitesse contractuelle lors de leurs essais en mer, le Sabre atteignant une vitesse de 29,7 nœuds (55,0 km/h). Ils transportaient suffisamment de charbon pour une autonomie de 2300 milles marins (4300 km) à 10 nœuds (19 km/h). Leur équipage se composait de quatre officiers et de cinquante-huit hommes.
L’armement principal des navires de classe Arquebuse consistait en un canon de 65 millimètres à l’avant du pont et six canons Hotchkiss de 47 millimètres en affûts simples, trois sur chaque bord. Ils étaient équipés de deux affûts rotatifs simples pour des tubes lance-torpilles de 381 millimètres dans l’axe du navire, l’un entre les cheminées et l’autre à l’arrière.

## Carrière
Le Sabre a été commandé à l’Arsenal de Rochefort le 5 mars 1901 et le navire a été mis en chantier en 1903. Il a été lancé le 15 mai 1904 et a effectué ses essais en mer en mai-juin. Le Sabre a été mis en service (armement définitif) après son achèvement et a été affecté à la division d’Extrême-Orient. Du 10 septembre au 25 décembre 1904, le navire est escorté par le croiseur protégé Descartes depuis Toulon, en France, jusqu’à Saïgon, en Indochine française. Le contre-torpilleur a été transféré à l’escadre du Nord en 1907 et a été affecté en 1911 à l’unité de défense locale à Brest.
En juin 1913, il devient l’un des chefs (divisionnaire) de la 1ère escadrille sous-marine de la 2e escadre légère, basée à Cherbourg. Le Sabre a été transféré à la flotte de la Méditerranée en avril 1915 et y est resté jusqu’à la fin de la guerre. En mars 1916, le contre-torpilleur transporte le roi Pierre Ier de Serbie depuis Valona, en Albanie, jusqu’à l’île de Corfou, au large des côtes grecques. À partir de 1917, le Sabre était basé à Port-Saïd, en Égypte. Le navire est affecté à une escadrille de patrouille à Rochefort en 1918-1919. Il a été rayé de la liste de la marine le 15 janvier 1921 et vendu à la ferraille le 1er juin.